# John Calley
John Calley (* 8. Juli 1930 in Jersey City, New Jersey; † 13. September 2011 in Los Angeles, Kalifornien) war ein US-amerikanischer Filmproduzent.

## Leben
Nach seiner Dienstzeit bei der US Army war Calley zunächst als Postangestellter beim US-amerikanischen Fernsehsender NBC in New York City tätig. Nach verschiedenen Tätigkeiten war in den frühen 1960er Jahren für die Produktionsfirma Filmways tätig. Im Jahr 1969 wechselte er zu Warner Brothers, deren Vorsitzender er schließlich wurde. 1980 verließ er die Firma, 1993 wurde er der Vorsitzende von United Artists. Drei Jahre später übernahm er die Führung über die Filmproduktion von Sony. 2003 ging Calley in den Ruhestand, blieb aber weiter als Produzent tätig.
Für die Produktion des Films Was vom Tage übrig blieb war Calley 1994 in der Kategorie Beste Film für den Oscar nominiert. Auch bei den BAFTA Film Awards erhielt er eine Nominierung.
Im Jahr 2009 wurde er mit dem Irving G. Thalberg Memorial Award geehrt. Die Los Angeles Film Critics Association zeichnete ihn im Jahr zuvor mit dem Career Achievement Award aus.
Von 1995 bis 2002 war Calley mit der Schauspielerin Meg Tilly verheiratet. Eine erste Ehe mit der ebenfalls als Schauspielerin tätigen Olga Schoberová hielt von 1972 bis 1992.
Calley war Vater einer Tochter.

## Filmografie (Auswahl)
- 1965: Tod in Hollywood (The Loved One)
- 1965: Cincinnati Kid (The Cincinnati Kid)
- 1967: Die nackten Tatsachen (Don't Make Waves)
- 1969: Das Schloß in den Ardennen (Castle Keep)
- 1970: Catch-22 – Der böse Trick (Catch-22)
- 1990: Grüße aus Hollywood (Postcards from the Edge)
- 1993: Was vom Tage übrig blieb (The Remains of the Day)
- 2004: Hautnah (Closer)
- 2006: The Da Vinci Code – Sakrileg (The Da Vinci Code)
- 2007: The Company – Im Auftrag der CIA (The Company, Miniserie)
- 2007: Der Jane Austen Club (The Jane Austen Book Club)
- 2009: Illuminati